# Hogna lenta
Hogna lenta là một loài nhện trong họ Lycosidae.
Loài này thuộc chi Hogna. Hogna lenta được Nicholas Marcellus Hentz miêu tả năm 1844.